# Adolf Dresel
Adolf Dresel (* 9. September 1828 in Meiderich; † 5. November 1905 in Weimar) war ein deutscher Bauingenieur und ranghoher preußischer Baubeamter. Er hatte besonderen Anteil am Bau der Kaiserfahrt auf der Insel Usedom und dem Bau des Dortmund-Ems-Kanals.

## Leben
Adolf Dresel war nach Studium und Referendariat zunächst als Assessor und Bauinspektor in der Rheinprovinz tätig, wo er an verschiedenen Wasserbau- und Eisenbahnbau-Projekten beteiligt war. 1868 wurde er Oberbauinspektor in Stettin. 1869 trat er dem Verein Deutscher Ingenieure (VDI) bei. 1870 zum Regierungs- und Baurat ernannt, arbeitete er als wasserbautechnischer Rat für den Regierungsbezirk Stettin. Hier hatte er maßgeblichen Anteil am Bau der Kaiserfahrt, der Regulierung der Swine und damit dem Ausbau der Seeschifffahrtsstraße von Stettin zur Ostsee. Dazu gehörte auch der Ausbau der Oder als Binnenwasserstraße. In den Jahren 1870 und 1871 war Adolf Dresel Vorstandsmitglied des VDI, 1877 dessen Vorsitzender.
1887 wurde Adolf Dresel Vortragender Rat im preußischen Ministerium der öffentlichen Arbeiten und im selben Jahr Mitglied der Preußischen Akademie des Bauwesens. Neben dem Oderausbau war er an den Entwürfen zur Regulierung von Weichsel und Nogat beteiligt. Beim Bau des Dortmund-Ems-Kanals hatte für elf Jahre die technische Oberleitung. In seiner Amtszeit wurden die Entwürfe weiterer Kanalprojekte erstellt, die zu Anfang des 20. Jahrhunderts zur Ausführung gelangten. 1892 wurde er zum Geheimen Oberbaurat ernannt.
Anlässlich der Eröffnung des Dortmund-Ems-Kanals wurde ihm 1899 die preußische Medaille für Verdienste um das Bauwesen verliehen. Bei seiner Versetzung in den Ruhestand 1902 erhielt er den preußischen Kronenorden II. Klasse mit Stern. 
Adolf Dresel starb 1905 während eines Erholungsaufenthalts in Weimar.